# Nadagara tractata
Nadagara tractata är en fjärilsart som beskrevs av Louis Beethoven Prout 1916. Nadagara tractata ingår i släktet Nadagara och familjen mätare. Inga underarter finns listade i Catalogue of Life.